# Tangaroa

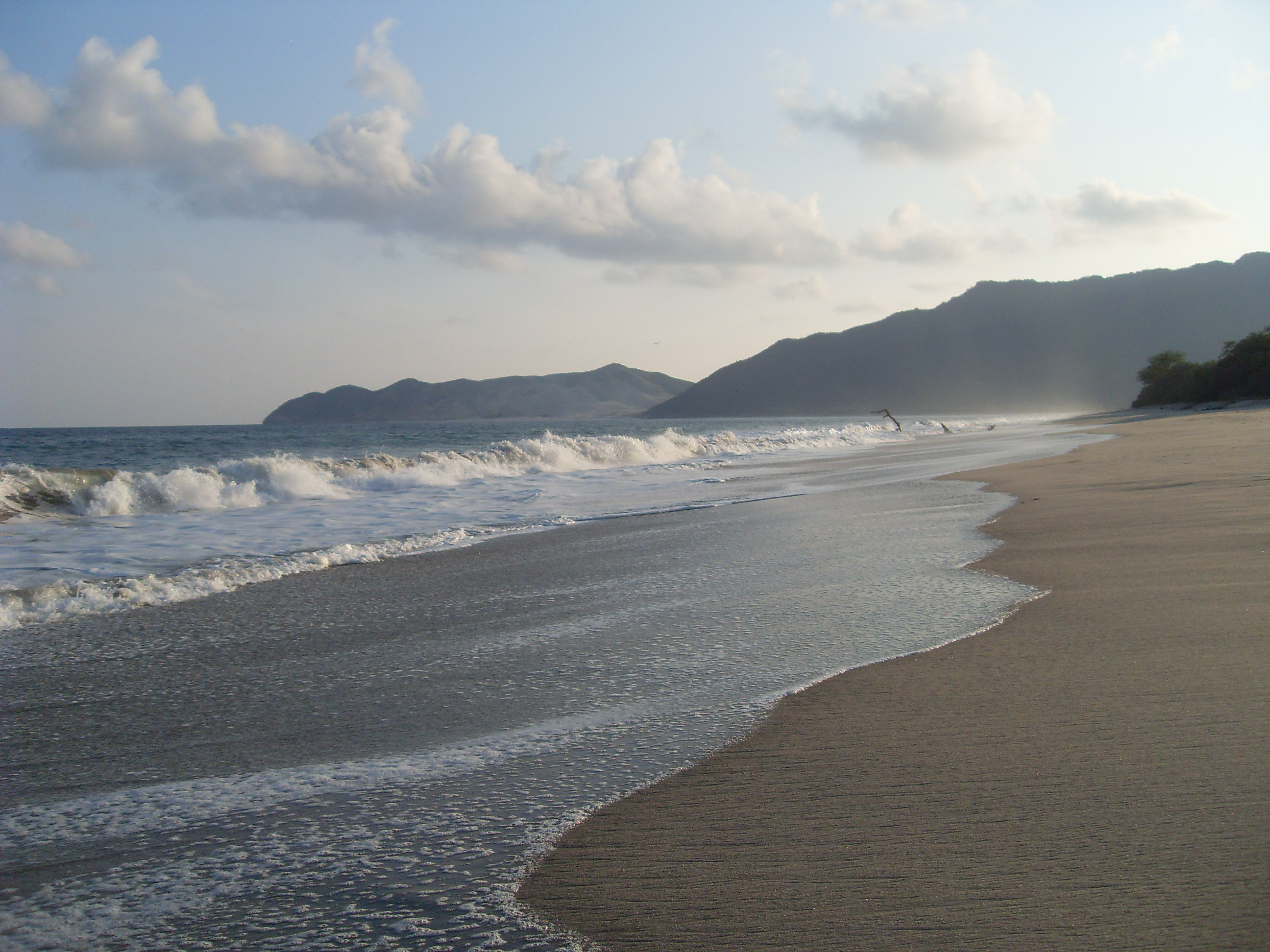
Ocean Spokojny

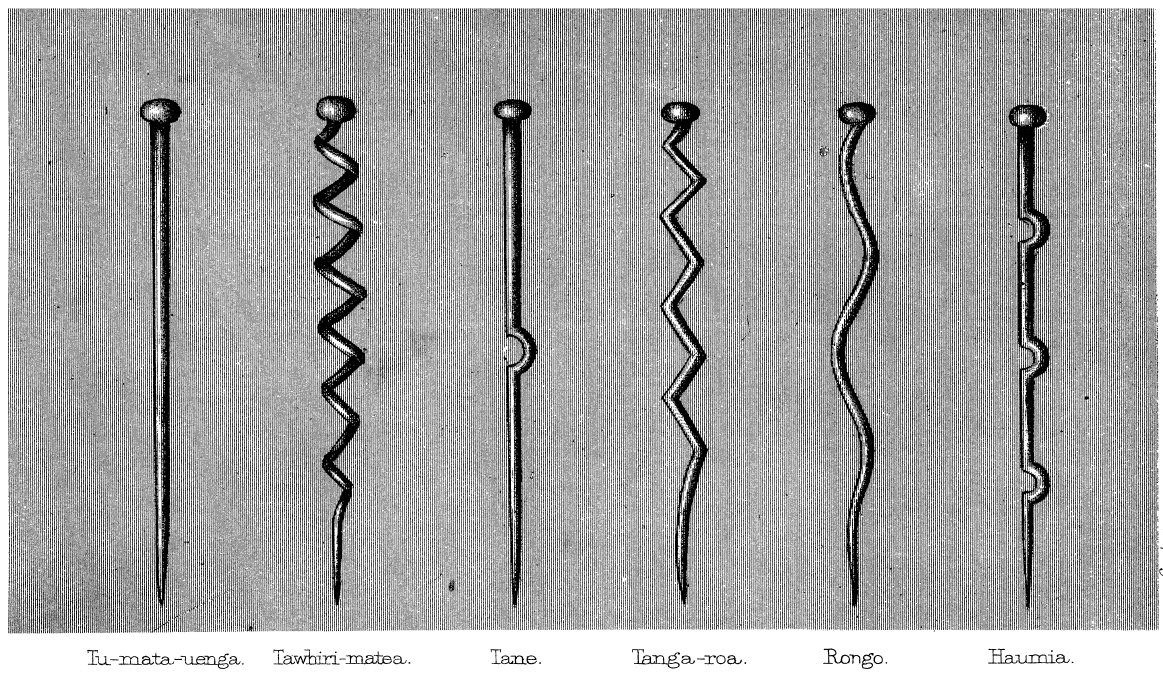
Maoryskie laski rytualne, symbolizujące różne bóstwa: Tangaroa – czwarta od lewej

Tangaroa, Takaroa – w mitologii Maorysów bóg morza, syn Nieba i Ziemi, brat boga burzy Tawhirimatea. Tangaroa jest ojcem Punga, który z kolei jest przodkiem wszystkich wodnych stworzeń. W opowieściach maoryskich Tangaroa stoi w opozycji do Tāne, boga lądów, drzew, ptaków i ludzi. Z tego względu rybołówstwo i wyprawy morskie były postrzegane jako wkroczenie na obce terytorium, wymagające uprzedniego złożenia ofiar bogu morza.(Orbell 1998:146–147) Maoryskie podania o Tangaroa posiadają wiele różnych wersji, w innych odmianach występują także wśród innych ludów Polinezji. Samoańskim odpowiednikiem Tangaroa jest Tagaloa, na Tahiti nazywany jest Taʻaroa, zaś na Hawajach – Kanaloa, przedstawiany w postaci heʻe (kałamarnicy).